# ليه تشامبو (أورن)
ليه تشامبو هي بلدية في أورن في شمال غرب فرنسا، بلغ عدد سكانها 140 نسمة في عام 2019.